# Ключевка (приток Тюртюка)
Ключевка (Елбулак) — река в России, протекает в Бижбулякском районе Республики Башкортостан. Исток реки находится к северу от деревни Елбулак-Матвеевка Бижбулякского района Республики Башкортостан. Является правобережным притоком реки Тюртюк, её устье находится в 8 км от устья реки Тюртюк, к северо-западу от села Нижняя Курмаза. Длина реки составляет 13 км. Населённые пункты у реки: Елбулак-Матвеевка.

## Данные водного реестра
По данным государственного водного реестра России относится к Камскому бассейновому округу, водохозяйственный участок реки — Дёма от истока до водомерного поста у деревни Бочкарёва, речной подбассейн реки — Белая. Речной бассейн реки — Кама.
Код объекта в государственном водном реестре — 10010201312111100024472.